# 미쓰비시 징거
미쓰비시 징거(영어: Mitsubishi Zinger, 일본어: 三菱・ジンガー 미쓰비시징가[*]는 미쓰비시 자동차공업이 중화기차공업과 협력하여 설계한 소형 MPV로 2005년 12월부터 생산되었다.

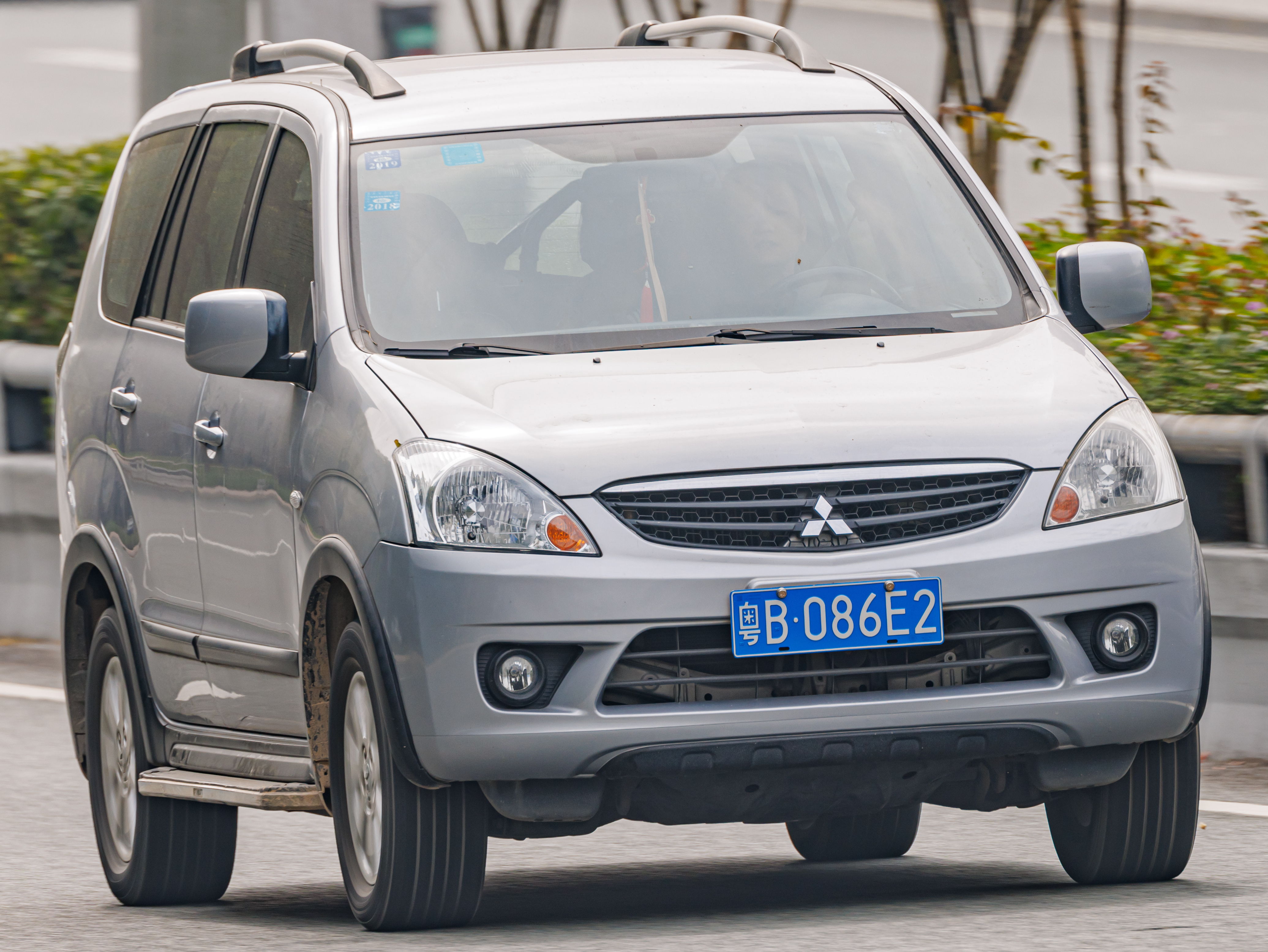
중국 사양